# Họ Muỗi chỉ hồng
Chironomidae là một họ ruồi phân bố trên toàn cầu. Chúng có quan hệ rất gần với Ceratopogonidae, Simuliidae, và Thaumaleidae. Nhiều loài rất giống muỗi, nhưng chúng thiếu vảy cánh và miệng kéo dài của họ Culicidae.

## Phân họ và chi
Họ này được chia thành 11 phân họ: Aphroteniinae, Buchonomyiinae, Chilenomyinae, Chironominae, Diamesinae, Orthocladiinae, Podonominae, Prodiamesinae, Tanypodinae, Telmatogetoninae, Usambaromyiinae.

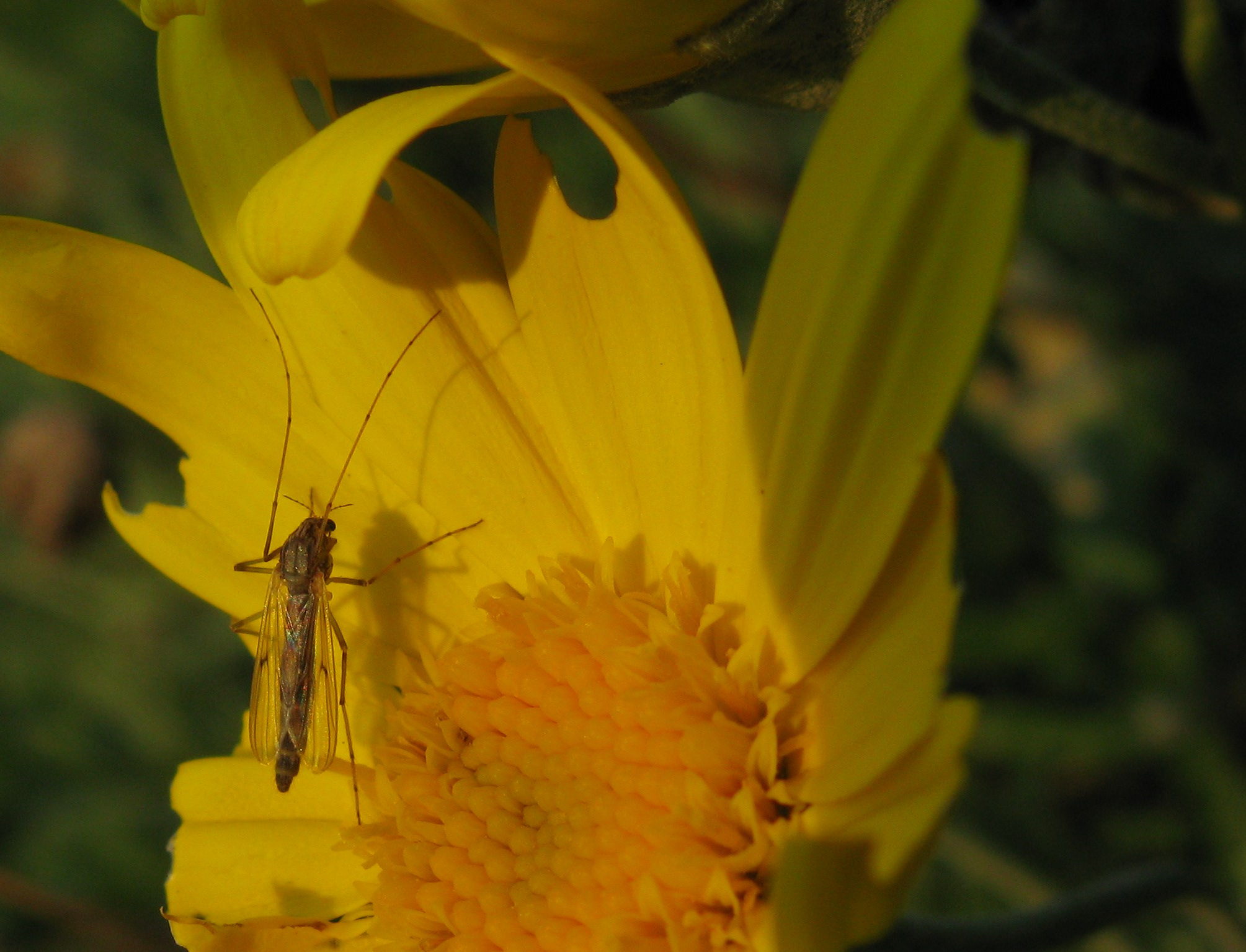
Con cái loài trong họ Chironomidae trên hoa Euryops sp. gây hại bởi bọ cánh cứng trong họ Meloidae

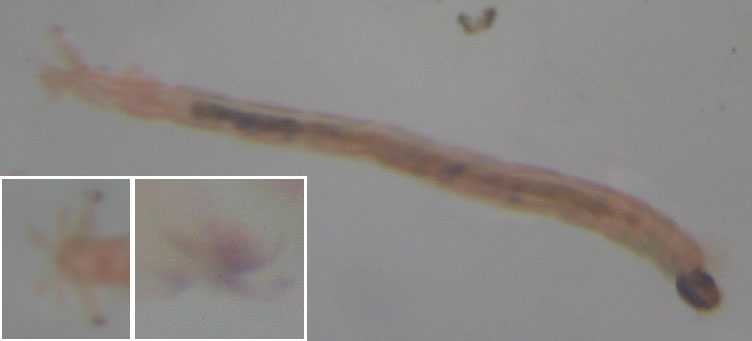
Ấu trùng Chironomidae, dài khoảng 1cm.

| - Aagaardia Sæther, 2000 - Abiskomyia Edwards, 1937 - Ablabesmyia Johannsen, 1905 - Acalcarella - Acamptocladius Brundin, 1956 - Acricotopus Kieffer, 1921 - Aedokritus - Aenne - Afrochlus - Afrozavrelia Harrison, 2004 - Allocladius - Allometriocnemus - Allotrissocladius - Alotanypus Roback, 1971 - Amblycladius - Amnihayesomyia - Amphismittia - Anaphrotenia - Anatopynia Johannsen, 1905 - Ancylocladius - Andamanus - Antillocladius Sæther, 1981 - Anuncotendipes - Apedilum Townes, 1945 - Aphrotenia - Aphroteniella - Apometriocnemus Sæther, 1984 - Apsectrotanypus Fittkau, 1962 - Archaeochlus - Arctodiamesa Makarchenko, 1983 - Arctopelopia Fittkau, 1962 - Arctosmittia - Asachironomus - Asclerina - Asheum - Australopelopia - Austrobrillia - Austrochlus - Austrocladius - Axarus Roback 1980 - Baeoctenus - Baeotendipes Kieffer, 1913 - Bavarismittia - Beardius - Beckidia Sæther 1979 - Belgica - Bernhardia - Bethbilbeckia - Biwatendipes - Boreochlus Edwards, 1938 - Boreoheptagyia Brundin 1966 - Boreosmittia - Botryocladius - Brillia Kieffer, 1913 - Brundiniella - Brunieria - Bryophaenocladius Thienemann, 1934 - Buchonomyia Fittkau, 1955 - Caladomyia - Camposimyia - Camptocladius van der Wulp, 1874 - Cantopelopia - Carbochironomus Reiss & Kirschbaum 1990 - Cardiocladius Kieffer, 1912 - Chaetocladius Kieffer, 1911 - Chasmatonotus - Chernovskiia Sæther 1977 - Chilenomyia - Chirocladius - Chironomidae (genus) - Chironominae - Chironomini - Chironomus Meigen, 1803 - Chrysopelopia - Cladopelma Kieffer, 1921 - Cladotanytarsus Kieffer, 1921 - Clinotanypus Kieffer, 1913 - Clunio Haliday, 1855 - Coelopynia - Coelotanypus - Coffmania - Collartomyia - Colosmittia - Compteromesa Sæther 1981 - Compterosmittia - Conchapelopia Fittkau, 1957 - Conochironomus - Constempellina Brundin, 1947 - Corynocera Zetterstedt, 1838 - Corynoneura Winnertz, 1846 - Corynoneurella Brundin, 1949 - Corytibacladius - Cricotopus van der Wulp, 1874 - Cryptochironomus Kieffer, 1918 - Cryptotendipes Lenz, 1941 - Cyphomella Sæther 1977 - Dactylocladius - Daitoyusurika - Demeijerea Kruseman, 1933 - Demicryptochironomus Lenz, 1941 - Denopelopia - Derotanypus - Diamesa Meigen in Gistl, 1835 - Diamesinae - Dicrotendipes Kieffer, 1913 - Diplocladius Kieffer, 1908 - Diplosmittia - Djalmabatista Fittkau, 1968 - Doithrix - Doloplastus - Doncricotopus - Dratnalia - Echinocladius - Edwardsidia - Einfeldia Kieffer, 1924 - Endochironomus Kieffer, 1918 - Endotribelos - Epoicocladius Sulc & ZavÍel, 1924 - Eretmoptera - Eukiefferiella Thienemann, 1926 - Eurycnemus van der Wulp, 1874 - Euryhapsis Oliver, 1981 - Eusmittia - Fissimentum - Fittkauimyia - Fleuria - Freemaniella - Friederia - Georthocladius Strenzke, 1941 - Gillotia Kieffer, 1921 - Glushkovella - Glyptotendipes Kieffer, 1913 - Goeldichironomus - Graceus Goetghebuer, 1928 - Gravatamberus - Gressittius - Guassutanypus - Guttipelopia Fittkau, 1962 - Gymnometriocnemus Goetghebeur, 1932 - Gynnidocladius - Gynocladius Mendes, Sæther & Andrade-Morraye, 2005 - Hahayusurika - Halirytus - Halocladius Hirvenoja, 1973 - Hanochironomus - Hanocladius - Harnischia Kieffer, 1921 | - Harrisius - Harrisonina - Hayesomyia Murray & Fittkau, 1985 - Heleniella Gouin, 1943 - Helopelopia Roback, 1971 - Henrardia - Heptagyia - Heterotanytarsus Spärck, 1923 - Heterotrissocladius Spärck, 1923 - Hevelius - Himatendipes - Hirosimayusurika - Hudsonimyia Roback, 1979 - Hydrobaenus - Hydrosmittia - Hyporhygma - Ichthyocladius Fittkau, 1974 - Ikiprimus - Ikisecundus - Imparipecten - Indoaxarus - Indocladius - Ionthosmittia - Irisobrillia - Kaluginia - Kamelopelopia - Kaniwhaniwhanus - Kiefferophyes - Kiefferulus Goetghebuer, 1922 - Knepperia - Kloosia Kruseman 1933 - Krenopelopia Fittkau, 1962 - Krenopsectra - Krenosmittia Thienemann & Krüger, 1939 - Kribiobius - Kribiocosmus - Kribiodosis - Kribiopelma - Kribiothauma - Kribioxenus - Kurobebrillia - Kuschelius - Labrundinia Fittkau, 1962 - Lappodiamesa Serra-Tosio, 1968 - Lappokiefferiella - Lapposmittia - Larsia Fittkau, 1962 - Lasiodiamesa Kieffer, 1924 - Laurotanypus - Lauterborniella Thienemann & Bause, 1913 - Lepidopelopia - Lepidopodus - Lerheimia - Limaya - Limnophyes Eaton, 1875 - Lindebergia - Linevitshia - Lipiniella Shilova 1961 - Lipurometriocnemus - Lithotanytarsus - Litocladius Andersen, Mendes & Sæther 2004 - Ljungneria - Lobodiamesa - Lobomyia - Lobosmittia - Lopescladius - Lunditendipes - Lyrocladius Mendes & Andersen, 2008 - Macropelopia Thienemann, 1916 - Macropelopini - Manoa - Maoridiamesa - Mapucheptagyia - Maryella - Mecaorus - Megacentron - Mesocricotopus - Mesosmittia Brundin, 1956 - Metriocnemus van der Wulp, 1874 - Microchironomus Kieffer, 1918 - Micropsectra Kieffer, 1909 - Microtendipes Kieffer, 1915 - Microzetia - Molleriella - Mongolchironomus - Mongolcladius - Mongolyusurika - Monodiamesa Kieffer, 1922 - Monopelopia Fittkau, 1962 - Murraycladius - Nakataia - Nandeca - Nanocladius Kieffer, 1913 - Naonella - Nasuticladius - Natarsia Fittkau, 1962 - Neelamia - Neobrillia - Neopodonomus - Neostempellina - Neozavrelia Goetghebuer, 1941 - Nesiocladius - Nilodorum - Nilodosis - Nilotanypus Kieffer, 1923 - Nilothauma Kieffer, 1921 - Nimbocera - Notocladius - Odontomesa Pagast, 1947 - Okayamayusurika - Okinawayusurika - Olecryptotendipes - Oleia - Oliveridia Sæther, 1980 - Omisus Townes, 1945 - Onconeura - Ophryophorus - Oreadomyia - Orthocladiinae - Orthocladius van der Wulp, 1874 - Oryctochlus - Oukuriella - Pagastia Oliver, 1959 - Pagastiella Brundin, 1949 - Paraboreochlus Thienemann, 1939 - Parachaetocladius - Parachironomus Lenz, 1921 - Paracladius Hirvenoja, 1973 - Paracladopelma Harnisch, 1923 - Paracricotopus Thienemann & Harnisch, 1932 - Parakiefferiella Thienemann, 1936 - Paralauterborniella Lenz, 1941 - Paralimnophyes Brundin, 1956 - Paramerina Fittkau, 1962 - Parametriocnemus Goetghebuer, 1932 - Pamirocesa - Paraborniella - Parachironominae - Paradoxocladius - Paraheptagyia - Paranilothauma - Parapentaneura - Paraphaenocladius Thienemann, 1924 - Paraphrotenia - Parapsectra Reiss, 1969 - Parapsectrocladius - Parasmittia - Paratanytarsus Thienemann & Bause, 1913 - Paratendipes Kieffer, 1911 - Paratrichocladius Thienemann, 1942 - Paratrissocladius ZavÍel, 1937 | - Parochlus Enderlein, 1912 - Parorthocladius Thienemann, 1935 - Parvitergum - Paucispinigera - Pelomus' - Pentaneura - Pentaneurella - Pentaneurini - Pentapedilum - Petalocladius - Phaenopsectra Kieffer, 1921 - Physoneura - Pirara - Platysmittia Sæther, 1982 - Plhudsonia - Podochlus - Podonomopsis - Podonomus - Polypedilum Kieffer, 1912 - Pontomyia - Potthastia Kieffer, 1922 - Prochironomus - Procladiini - Procladius Skuse, 1889 - Prodiamesa Kieffer, 1906 - Propsilocerus - Prosmittia - Protanypus Kieffer, 1906 - Psectrocladius Kieffer, 1906 - Psectrotanypus Kieffer, 1909 - Pseudobrillia - Pseudochironomus Malloch, 1915 - Pseudodiamesa Goetghebuer, 1939 - Pseudohydrobaenus - Pseudokiefferiella Zavrel, 1941 - Pseudorthocladius Goetghebuer, 1932 - Pseudosmittia Goetghebuer, 1932 - Psilochironomus - Psilometriocnemus Sæther, 1969 - Pterosis - Qiniella - Reissmesa - Rheochlus - Rheocricotopus Brundin, 1956 - Rheomus - Rheomyia - Rheopelopia Fittkau, 1962 - Rheosmittia Brundin, 1956 - Rheotanytarsus Thienemann & Bause, 1913 - Rhinocladius - Riethia - Robackia Sæther, 1977 - Saetheria Jackson, 1977 - Saetheriella Halvorsen, 1982 - Saetherocladius - Saetherocryptus - Saetheromyia - Saetherops - Sasayusurika - Schineriella Murray & Fittkau, 1988 - Semiocladius - Setukoyusurika - Seppia - Sergentia Kieffer, 1922 - Shangomyia - Shilovia - Skusella - Skutzia - Smittia Holmgren, 1869 - Stackelbergina - Stelechomyia - Stempellina Thienemann & Bause, 1913 - Stempellinella Brundin, 1947 - Stenochironomus Kieffer, 1919 - Stictochironomus Kieffer, 1919 - Stictocladius - Stictotendipes - Stilocladius Rossaro, 1979 - Sublettea - Sublettiella - Sumatendipes - Symbiocladius Kieffer, 1925 - Sympotthastia Pagast, 1947 - Syndiamesa Kieffer, 1918 - Synendotendipes Grodhaus, 1987 - Synorthocladius Thienemann, 1935 - Tanypodinae - Tanypus Meigen, 1803 - Tanytarsini - Tanytarsus van der Wulp, 1874 - Tavastia - Telmatogeton Schiner, 1866 - Telmatopelopia Fittkau, 1962 - Telopelopia - Tempisquitoneura - Tethymyia - Thalassomya Schiner, 1856 - Thalassosmittia Strenzke & Remmert, 1957 - Thienemannia Kieffer, 1909 - Thienemanniella Kieffer, 1911 - Thienemannimyia Fittkau, 1957 - Thienemanniola - Tobachironomus - Tokunagaia Sæther, 1973 - Tokunagayusurika - Tokyobrillia - Tosayusurika - Townsia - Toyamayusurika - Tribelos Townes, 1945 - Trichochilus - Trichosmittia - Trichotanypus Kieffer, 1906 - Trissocladius Kieffer, 1908 - Trissopelopia Kieffer, 1923 - Trondia - Tsudayusurika - Tusimayusurika - Tvetenia Kieffer, 1922 - Unniella Sæther, 1982 - Usambaromyia Andersen & Sæther, 1994 - Virgatanytarsus Pinder, 1982 - Vivacricotopus - Wirthiella - Xenochironomus Kieffer, 1921 - Xenopelopia Fittkau, 1962 - Xestochironomus - Xestotendipes - Xiaomyia - Xylotopus - Yaeprimus - Yaequartus - Yaequintus - Yaesecundus - Yaetanytarsus - Yaetertius - Yama - Zalutschia Lipina, 1939 - Zavrelia Kieffer, 1913 - Zavreliella Kieffer, 1920 - Zavrelimyia Fittkau, 1962 - Zelandochlus - Zhouomyia - Zuluchironomus |